# Colwellia meonggei
Espèce
Colwellia meonggei est une des espèces du genre de bactéries marines Colwellia. Ce sont des bacilles à Gram négatif de la famille des Colwelliaceae faisant partie du phylum des Pseudomonadota.

## Historique
La souche type de l'espèce C. meonggei, nommée MA1-3, a été isolée dans la mer du sud en Corée du Sud sur une ascidie de l'espèce Halocynthia roretzi.

## Taxonomie

### Étymologie
L'étymologie de cette espèce C. meonggei est la suivante : me.ong.ge’i N.L. gen. neut. n. meonggei, venant de meongge, le nom vernaculaire coréen de l'espèce Halocynthia roretzi, où la souche type a été isolée,.

### Phylogénie
Les analyses phylogéniques avec la séquence nucléotidique de l'ARNr 16S de la souche MA1-3 ont permis de classer cette bactérie parmi les Colwellia avec une homologie de 97,2 %, 96,4 %, 95,6 % avec les espèces Colwellia aestuarii, Colwellia polaris et Colwellia chukchiensis respectivement.L'homologie est située entre 93,9 % et 96,1 % avec les autres espèces ce genre de bactéries marines. L'espèce Colwellia meonggei est phylogénétiquement incluse dans la classe des Pseudomonadota (ex Proteobacteria).

## Description
Colwellia meonggei est une bactérie aérobie à Gram négatif ne formant pas de spores. Cette espèce est formée des bacilles qui peuvent parfois être ovoides. La composition en bases GC de son ADN est de 39,1 %.
La souche type de l'espèce C. meonggei est la souche MA1-3 qui porte les identifiants CECT 8302 et KCTC 32380 dans différentes banques de cultures bactériennes.

## Habitat
L'espèce C. meonggei est une espèce de bactérie marine et sa souche type MA1-3 a été isolée en mer de la Corée du Sud.